# اتفاقيات بيسيس

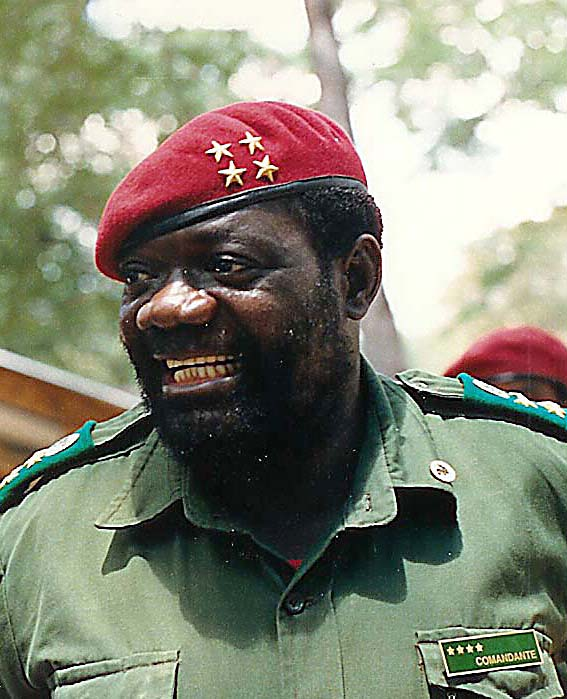
القائد

اتفاقيات بيسيس، المعروفة أيضًا باسم اتفاقيات إستوريل، هي اتفاقية تهدف إلى إحداث نظام ديمقراطي متعدد الأحزاب في أنغولا تحت إشراف بعثة (UNAVEM II) التابعة للأمم المتحدة. وقع عليها طرفي النزاع الرئيس جوزيه إدواردو دوس سانتوس من الحركة الشعبية لتحرير أنغولا وجوناس سافيمبي من يونيتا.
وقع الاتفاق في لشبونة، البرتغال يوم 31 مايو، 1991. رفضت يونيتا النتائج الرسمية للانتخابات الرئاسية لعام 1992 ووصفتها بأنها مُزَورّة وعادت لحرب العصابات.

## التفاوض
بدأت يونيتا والحكومة الأنغولية ست جولات من المفاوضات في أبريل 1991. توسطت الحكومة البرتغالية ممثلة بوزير الخارجية خوسيه مانويل باروسو في المناقشة بينما راقب مسؤولون من الولايات المتحدة والحكومات السوفيتية المفاوضات.

## شروط الاتفاقية
شكلت الحكومة الأنغولية و«يونيتا» اللجنة المشتركة للتحقق والمراقبة واللجنة المشتركة لِتَشكيل القوات المسلحة الأنغولية. أشرفت اللجنة المشتركة للتحقق على المصالحة السياسية بينما كانت الأخيرة تُراقب النشاط العسكري. وحاولت الاتفاق على تسريح 152 ألف مقاتل نشط ودمج القوات الحكومية المتبقية ومتمردي يونيتا في 50 ألف جندي من القوات المسلحة الأنغولية. وتم الاتفاق على أن تتألف القوات المسلحة الأنغولية من جيش وطني قوامه 40.000 جندي، وبحرية بـ 6000، وقوة جوية بـ 4000. وإجراء انتخابات مُتعددة الأحزاب مُراقبة من قِبَل الأمم المتحدة في سبتمبر 1992.

## التنفيذ
بينما أعلنت الأمم المتحدة أن الانتخابات الرئاسية «حرة ونزيهة» بشكل عام، استمر القِتال. قُتل 120 ألف شخص في الثمانية عشر شهرًا الأولى التي عقبت انتخابات عام 1992، أي ما يُقرب من نِصف عدد الضحايا في الستة عشر عامًا الماضية من الحرب. أعاد بروتوكول لوساكا لعام 1994 التأكيد على اتفاقيات بيسيس.

## روابط خارجية
- UN Peacemaker.org: النص الكامل لاتفاقات بيسيس
- UN Peacemaker.org: نص جميع اتفاقيات السلام لأنغولا